# Anahita lineata
Anahita lineata là một loài nhện trong họ Ctenidae.
Loài này thuộc chi Anahita. Anahita lineata được Eugène Simon miêu tả năm 1897.